# Skånegatan, Stockholm

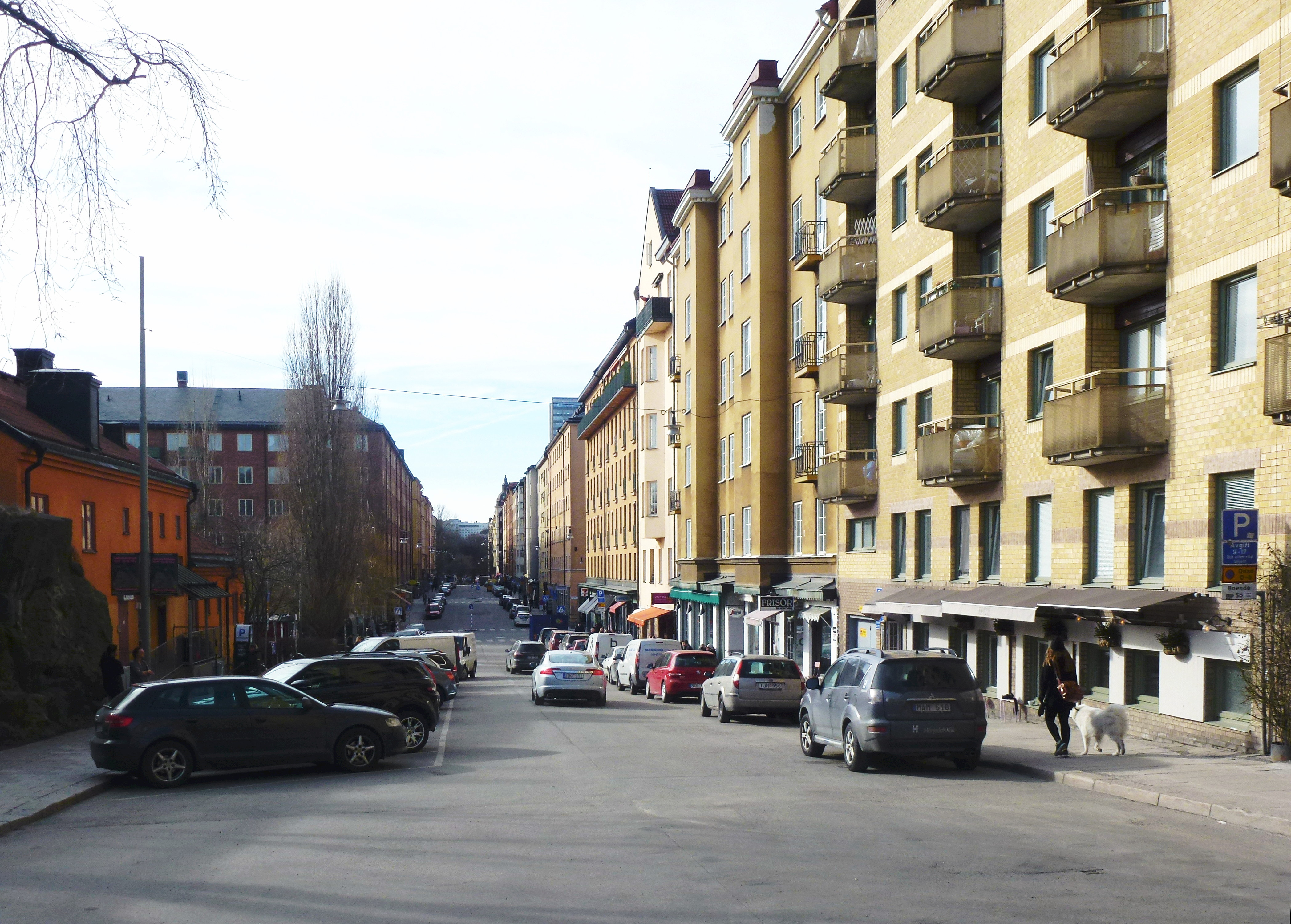
Vy mot väst från Renstiernas gata.

Skånegatan är en gata på Södermalm i Stockholm som går från Götgatan vid Åsö gymnasium i väster till Sofia skola i öster. 

## Historik
År 1650 omnämns gatan Nygatun och 1669 Qwaren gattun. I Holms tomtbok från 1674 förekommer både namnet Ny Gatan och Qwarngatan. Namnet Kvarngatan kommer troligen från Nytorgs kvarn som låg i hörnet Skånegatan/Södermannagatan. Namnförvirringen kvarstod fram till namnrevisionen i Stockholm 1885 då gatan fick namnet Skånegatan. ”De södra landskapen” var namnrevisionens genomgående tema för Södermalm.
På 1880-talet förlängdes Skånegatan från Östgötagatan hela vägen bort till Ringvägen vid Rosenlunds sjukhus. I samband med att Södergatan anlades på 1930-talet klipptes gatan av igen vid Götgatan. Den västra delen fick 1963 i stället namnet Hallandsgatan som idag gränser till Rosenlundsparkens södra sida.

## Intressanta områden och byggnader vid gatan
- Barnängens koloniträdgårdsförening
- Vita bergen
- Nytorget
- Sofiaskolan
- Bonden större 45
- Mineralet 1

## Bilder

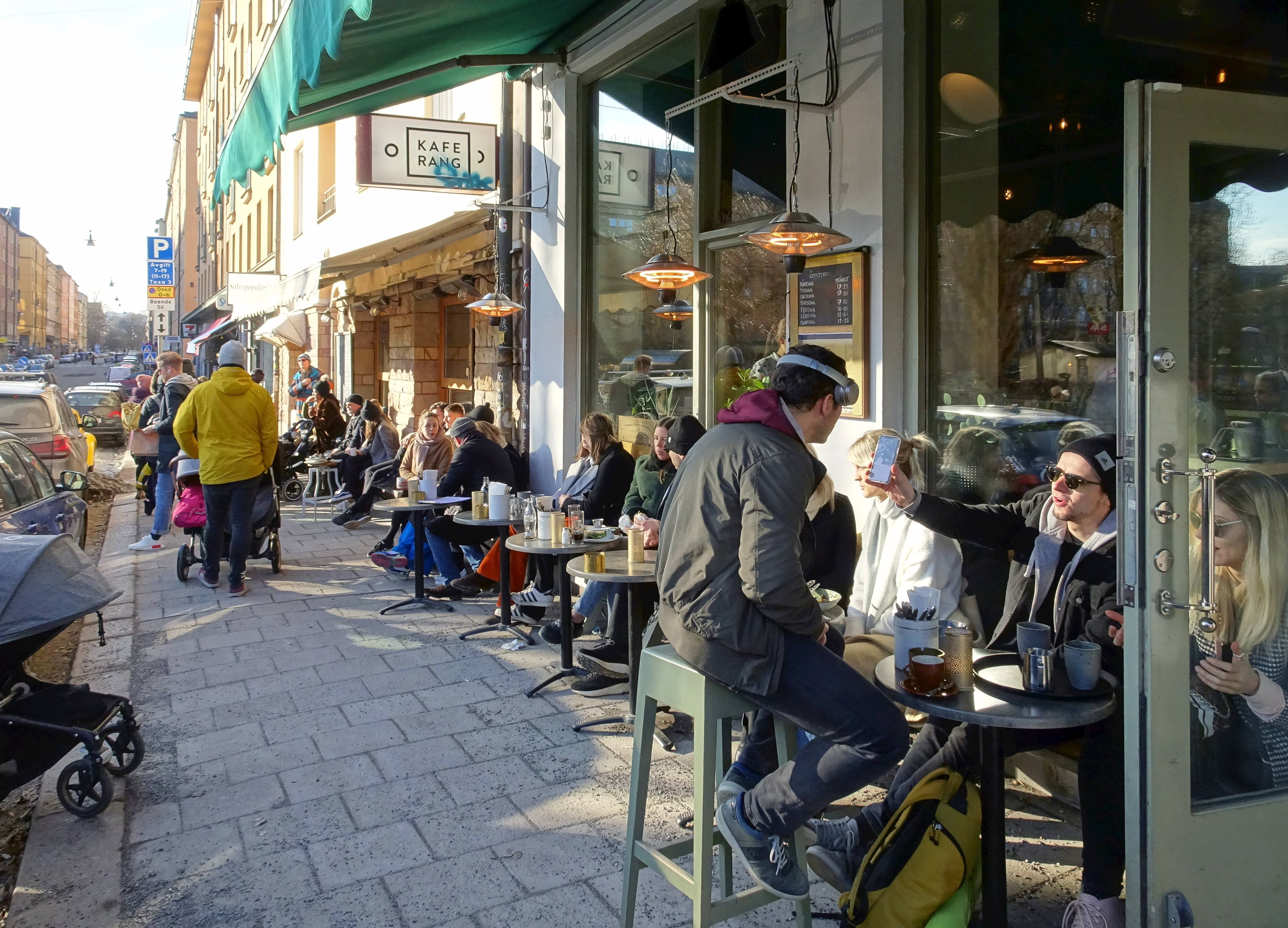
Skånegatan i höjd med Nytorget.
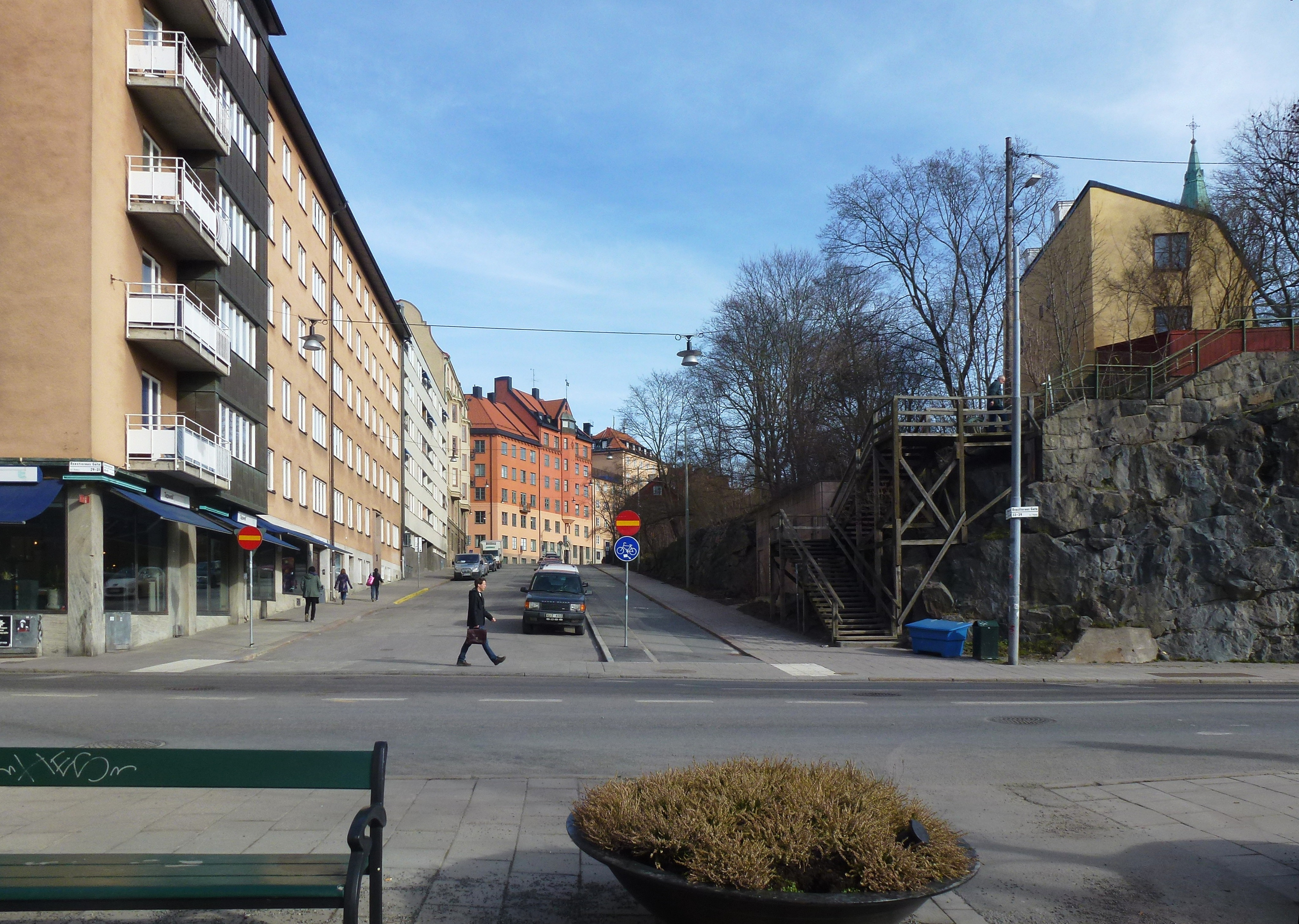
Mot öst från Renstiernas gata.
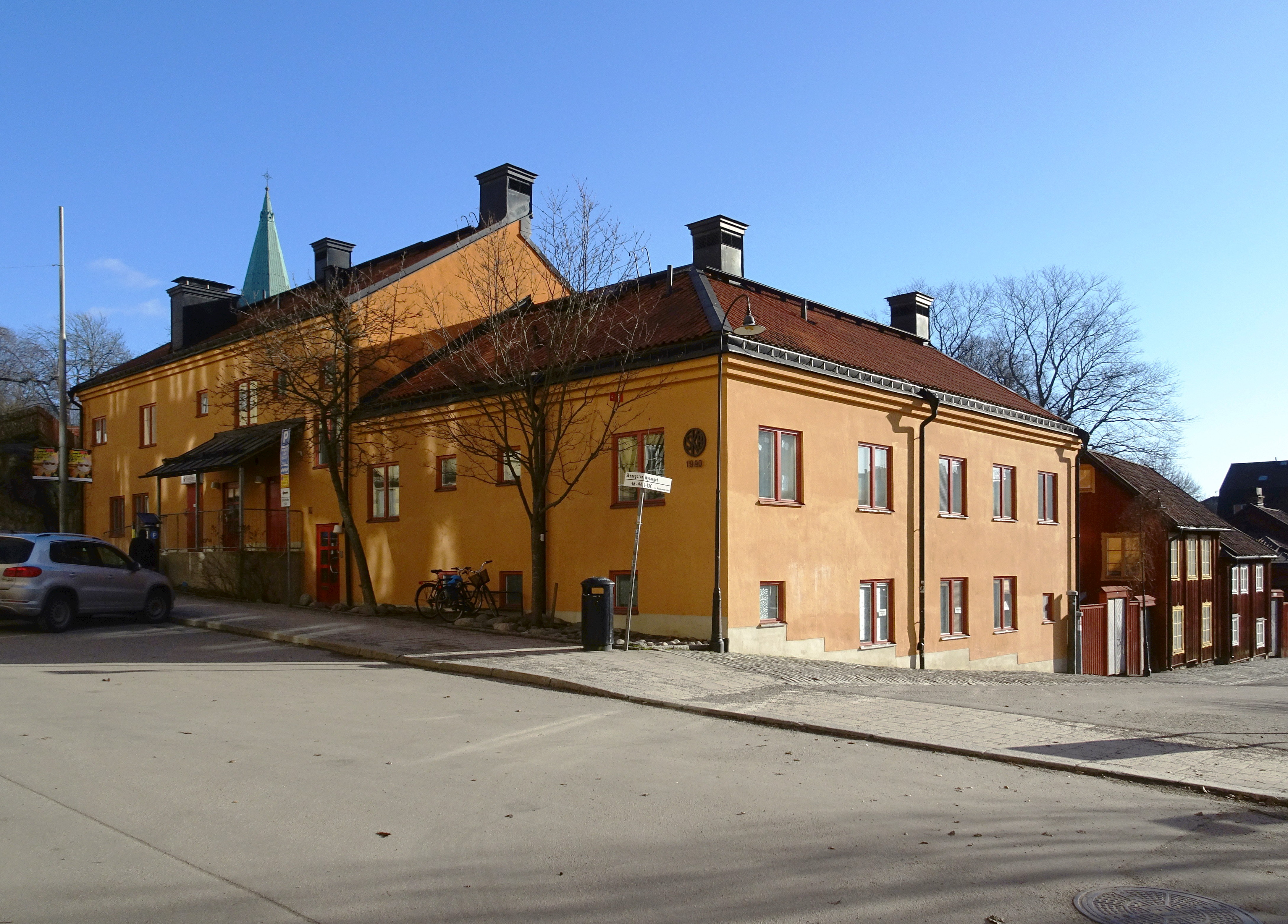
Förskola i hörnet Skånegatan / Nytorget.
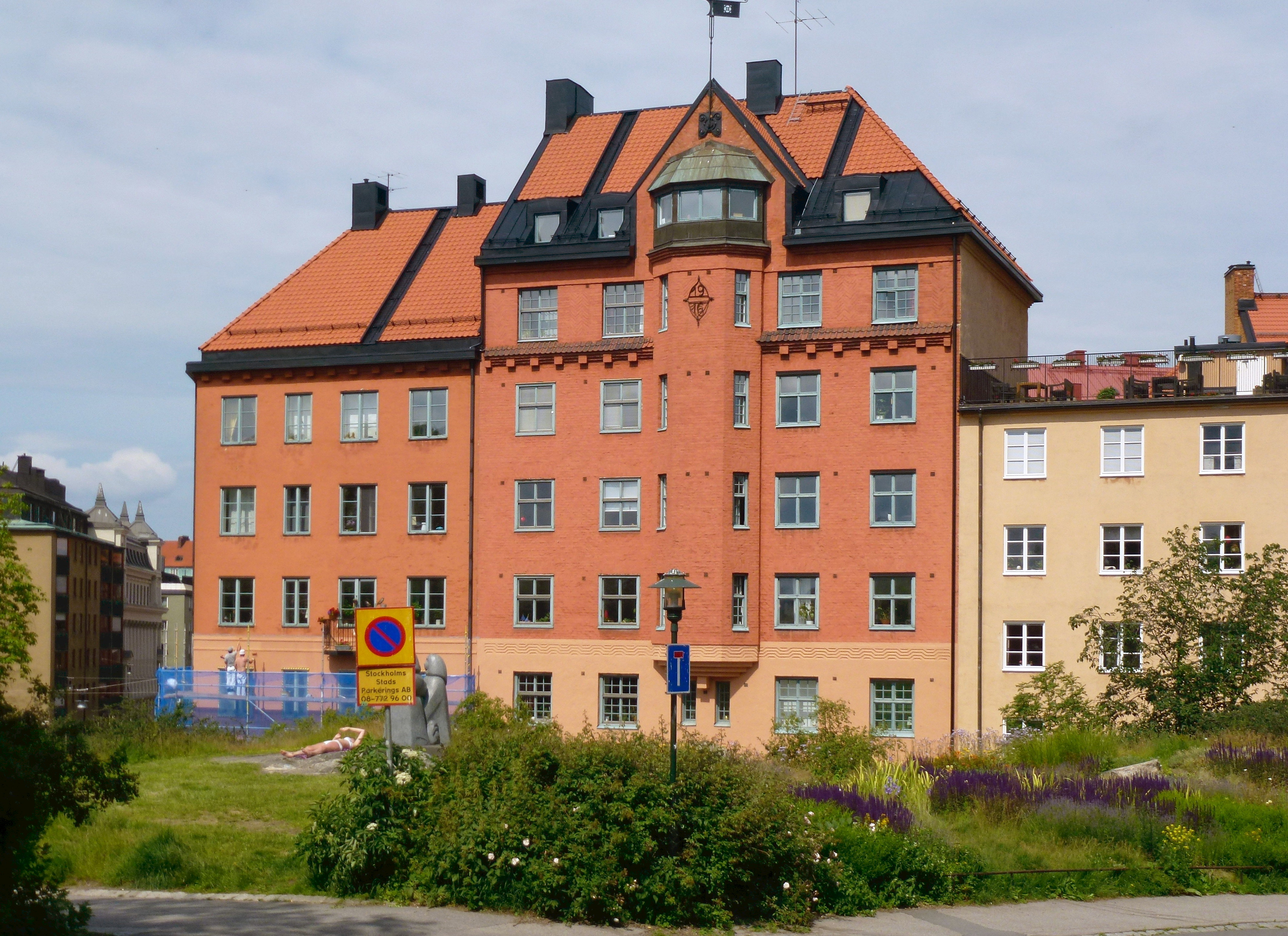
Skånegatan 101, byggherre Magna Sunnerdahl (1916).
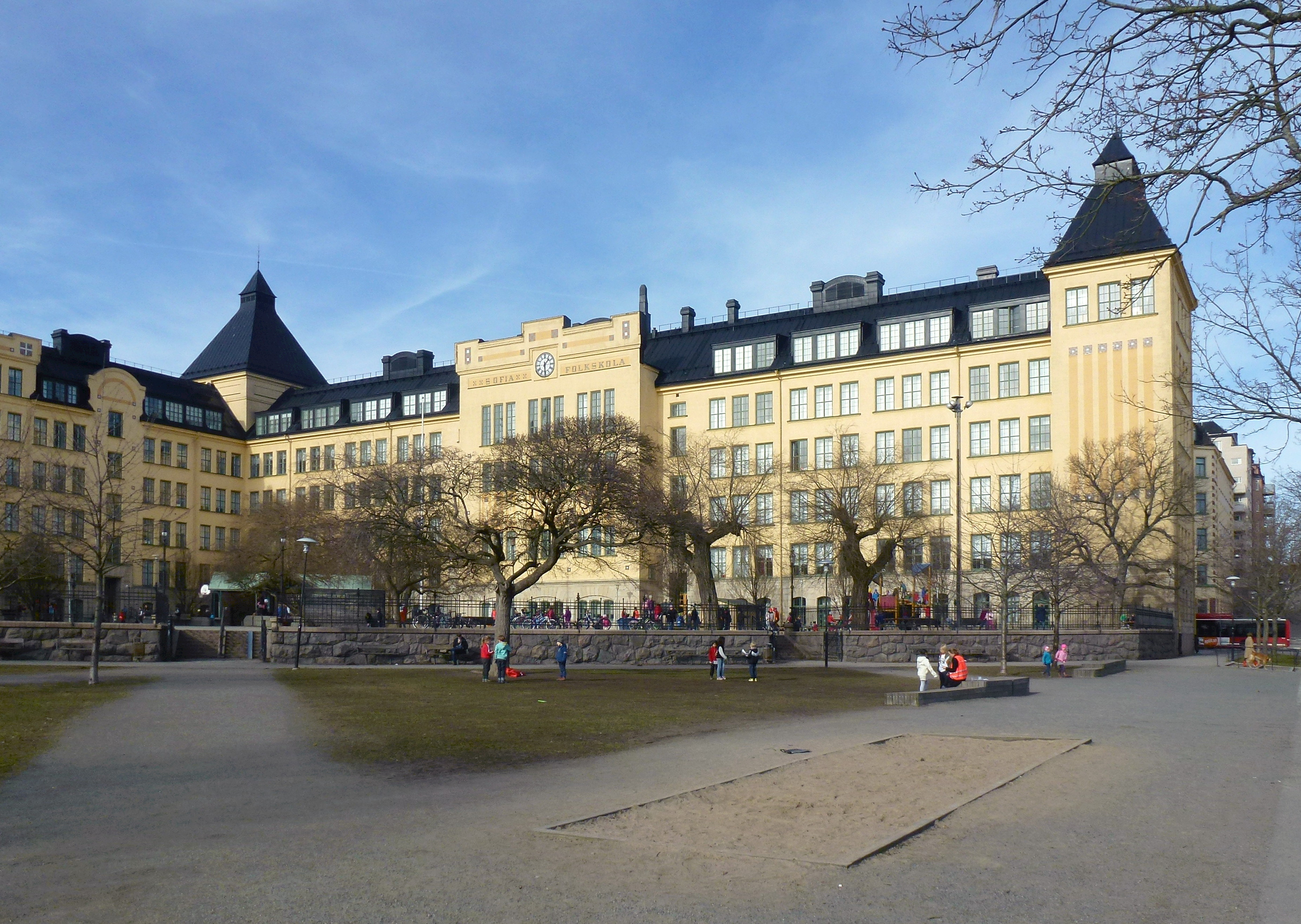
Sofiaskolan sedd från Skånegatan.